# Plăstina, Tărgoviște
Plăstina (în bulgară Плъстина) este un sat în comuna Omurtag, regiunea Tărgoviște,  Bulgaria. 

## Demografie
Componența etnică a satului Plăstina
     Turci (79,07%)
     Bulgari (1,48%)
     Nicio identificare (17,29%)
     Altele (2,8%)
La recensământul din 2011, populația satului Plăstina era de 607 locuitori. Din punct de vedere etnic, majoritatea locuitorilor (79,07%) erau turci, cu o minoritate de bulgari (1,48%). Pentru 17,29% din locuitori nu este cunoscută apartenența etnică.